# Mật mía
Mật mía là chất lỏng dạng xyro tương tự như mật ong, là sản phẩm thu được từ cây mía, có màu vàng óng, vị thanh ngọt. Mật mía được sử dụng chủ yếu để làm nguyên liệu chế biến thực phẩm.

## Sản xuất

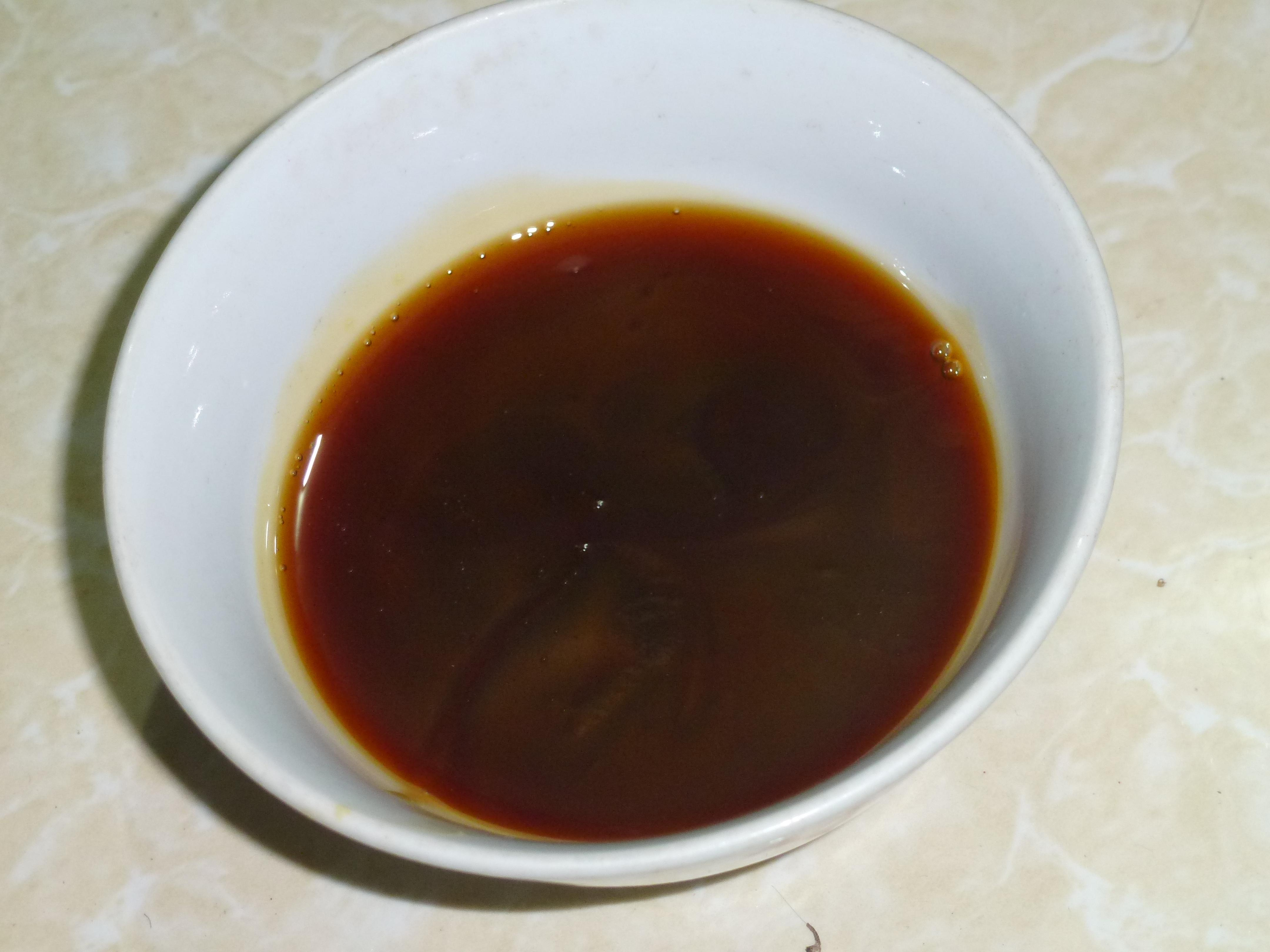
Một bát mật mía

Mật mía được sản xuất từ nước mía qua quá trình cô đặc. Sản xuất mật mía, còn gọi là kéo mật hay kéo tre (hoặc kéo che), là nghề thủ công truyền thống ở nhiều vùng nông thôn Việt Nam, chủ yếu là khu vực trung du phía Bắc và các tỉnh Thanh Hóa, Nghệ An. Tại một số nơi, nghề nấu mật gắn liền với nghề nấu đường thủ công.
Tại Thanh Hóa, vụ kéo mật chính bắt đầu từ khi mía bắt đầu thu hoạch, khoảng tháng 10 âm lịch đến tháng 2 năm sau. Tuy nhiên, chất lượng và sản lượng của mật mía phụ thuộc vào "độ chín" (chữ đường) của cây mía nguyên liệu, theo kinh nghiệm dân gian là khi cây mía bắt đầu đón gió heo may.
Trước tiên, cây mía khi thu hoạch được chặt bỏ ngọn và gốc. Khi đưa về các xưởng ép mía, nguyên liệu có thể được làm sạch sơ bộ sau đó đưa vào ép. Việc ép mía trước đây chủ yếu dùng sức người hoặc sức trâu, bò kéo, hiện nay nhiều nơi đã chuyển sang dùng máy ép, do vậy năng suất nâng cao rõ rệt, đồng thời đảm bảo an toàn vệ sinh thực phẩm hơn).
Nước mía thu được sau khi ép được lọc sau đó đem đi cô, còn gọi là nấu mật. Đây là khâu quyết định chất lượng thành phẩm. Người nấu mật phải giữ lửa trong lò luôn ổn định và luôn đảo mật đều. Nếu lửa quá to hoặc tay đảo không đều thì mật dễ bị cháy. Trong khi nấu mật, phải vớt phần bọt đen để giữ cho sản phẩm có màu đẹp. Quá trình nấu mật kết thúc khi nước mía sẽ chuyển sang sền sệt và có màu đỏ au. Sản phẩm được để nguội sau đó rót vào thùng chứa.
Tại huyện Cẩm Thủy, tỉnh Thanh Hóa, mỗi lò mật thường sử dụng khoảng 200 đến 250 tấn mía tươi nguyên liệu trong một vụ nấu mật, sử dụng khoảng 10 nhân công. Vào thời điểm vụ mật 2011-2012, lãi thu được từ 1 tấn mía tươi là khoảng 50.000 đồng.
Bã mía sau khi ép lấy nước có thể dùng làm chất đốt, làm thức ăn cho gia súc nhai lại hoặc làm nguyên liệu sản xuất giấy.
Ở Nghệ An, cặn mật mía cũng được tận dụng để làm kẹo cu đơ (kẹo lạc) hoặc bánh ong dùng trong dịp Tết. Nổi tiếng nhất ở Nghệ An về mật mía là vùng đất đỏ Ba zan Phủ Quỳ nơi trồng mía cho năng suất cao và chất lượng tốt nhất. Tại đây có làng nghề chế biến mật mía Làng Găng đã hình thành và đã được công nhận đồng thời đã được đăng ký bảo hộ thương hiệu "mật mía làng Găng:
Mật mía được phân phối chủ yếu qua những người bán lẻ ở khắp các chợ quê.

## Sử dụng

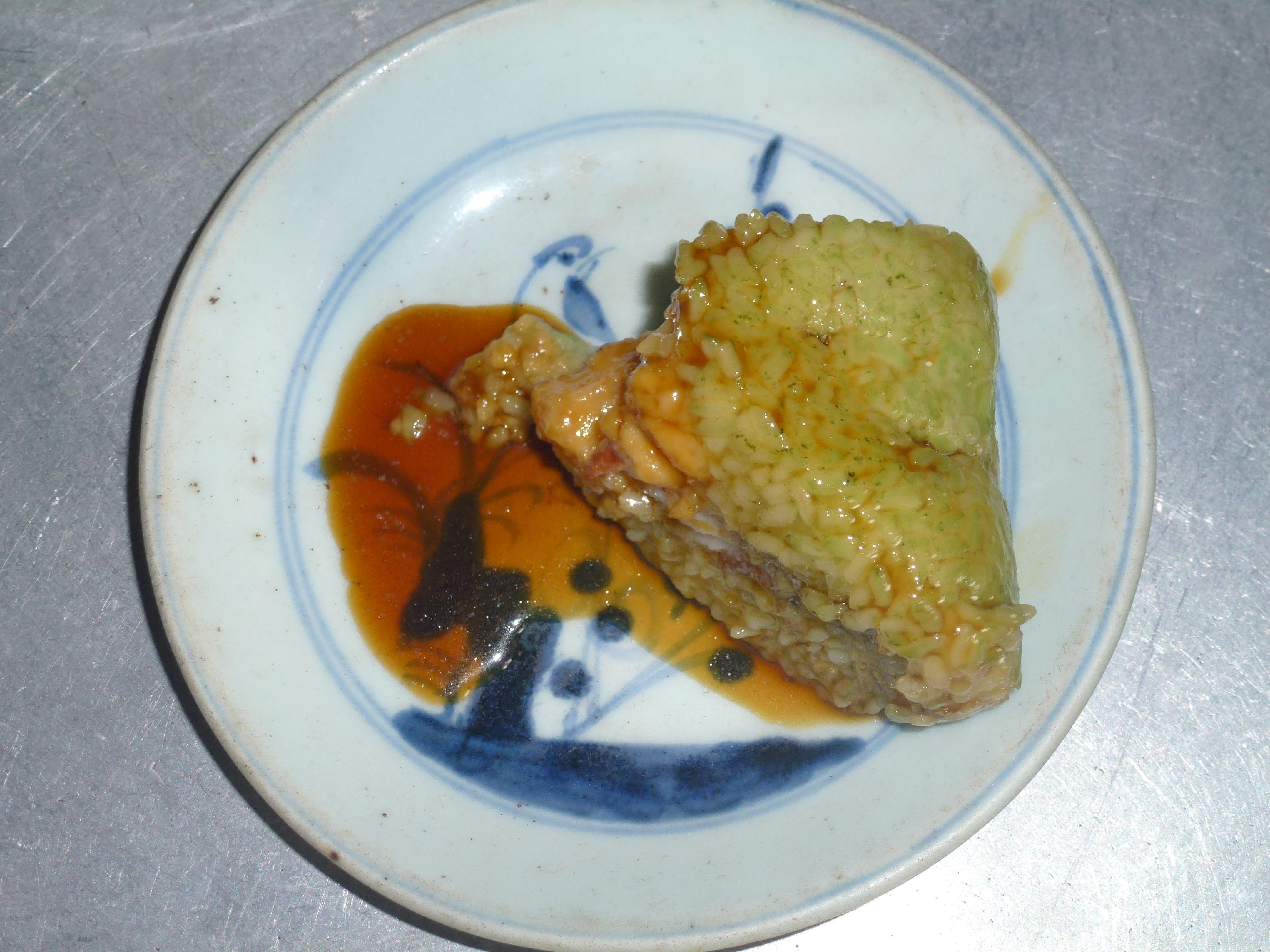
Bánh chưng chấm mật mía

Tại miền Bắc Việt Nam, mật mía được sử dụng phổ biến để làm bánh gio, bánh trôi, bánh chay… hoặc các biến thể của chúng như bánh trùng (ở Vĩnh Tường, Vĩnh Phúc), sủi dìn (ở Hải Phòng) 
Ở Thanh Hóa, mật mía được trong ngày Tết để làm món chè trong ngày ông Táo về trời, để chấm bánh chưng, làm bánh gai, chè lam…
Ở Nghệ - Tĩnh, mật được sử dụng cho nhiều món ăn, bao gồm cả món mặn như thịt kho, cá kho và món ngọt như bánh mật, bánh gai, bánh ngào, bánh khảo, cốm mật, chè lam, chè đỗ xanh rang, chè đỗ đen, đỗ đỏ, chè khoai sọ, khoai mài, chè củ từ, củ vạc, chè hạt sen long nhãn, chè kê, chè bí đỏ... hoặc làm đồ chấm xôi, bánh chưng, bánh gio, bánh nếp, khoai lang luộc, sắn luộc…, thậm chí dùng làm đồ uống như món nước chè xanh pha với mật mía. Người dân Hà Tĩnh còn sử dụng mật mía để làm kẹo cu đơ.

## Trong dân gian
Việc sử dụng mật nói chung mà chủ yếu là mật mía được phản ánh trong câu ca dao:
 Đẹp vàng son, ngon mật mỡ.
Hay một bà vợ trong ca dao đã dùng mật để nịnh chồng:
Chàng ơi ngoảnh mặt ra ngoài,
sớm mai đi chợ thiếp mua mật với khoai mài cho mình ăn.
Một câu tục ngữ nói về sự hấp dẫn của mật:
Mật ngọt chết ruồi.